# 足立由紀子
足立 由紀子（あだち ゆきこ）は、日本の女性声優、歌手。広島県呉市出身。2014年現在雪乃（ゆきの）という芸名で活動をしている。

## 略歴
- 1997年 - CM音楽、ゲーム音楽、仮歌、コーラス等の仕事をするようになる。
- 1998年 - フォークデュオ『Api』（その後『ひだまり』に改名）として東京都内で活動。
- 2004年 - 『ひだまり』解散後、ちはると『ハルユキ』を結成。
- 2005年 - 「ユキコ」としてソロ活動を再開。
- 2013年 - 『ハルユキ』活動停止。

## 出演
太字はメインキャラクター。

### ゲーム
- THE KING OF FIGHTERS 2003（神楽ちづる）※須川由紀子名義。

### 楽曲
- beatmaniaIIDX 8th style（コナミ、ゲーム）『蒼い衝動』※YUKI名義。

### コーラス
- 2005年12月 - THE THRILL の15周年コンサート 
  - 『15th Anniversary -GREAT ADVENTURE-』（SHIBUYA O-EAST）参加。
- 2006年8月 - ギャランティーク和恵のリサイタル
  - 『真夏の夜に女が一人』（青山／月見ル君ヲ想フ）に参加。

### CM音楽
- アデランスイブマイン
- アピタ
- 井村屋肉まんあんまん
- 清涼飲料水 - ファイφ
- JR西日本

他多数